# Elaeocarpus octantherus
Elaeocarpus octantherus là một loài thực vật có hoa trong họ Côm. Loài này được DC. mô tả khoa học đầu tiên năm 1903.